# DC Comics Special III: Magical Friendship
DC Comics Special III: Magical Friendship Es un especial de DC Comics de la serie Robot Chicken. Es el tercer especial de DC Comics y la secuela de "Robot Chicken DC Comics Special", y de "DC Comics Special II: Villains in Paradise". Se estrenó el 18 de octubre del 2015.

## Lista de Sketches
1. Cosa del pantano se excita demasiado durante el sexo.
2. La apertura es una parodia de la introducción de Dukes of Hazzard con Batman, Superman y sus personajes secundarios.
3. Mientras viaja al salón de la justicia en el Batmobile, Superman le dice que tiene poderes y Batman no.
4. Brainiac utiliza su inteligencia mejorada para trivialidades básicas con amigos.
5. La Liga de la Justicia da la bienvenida al miembro más nuevo, el tipo con una piedra, para burlarse del indefenso Batman y flecha verde.
6. Un pollo desafortunado se enfrenta a hawkman en una pelea de gallos.
7. Catwoman se siente un poco demasiado cómoda mientras mira el  especial navideño del gato gruñón.
8. Batman revela a Robin sus  planes de contingencia sobre cómo matar a todos los miembros de la Liga de la Justicia.
9. El investigador privado kryptoniano Tran-Sar revela la verdadera historia de cómo Superman llegó a la Tierra.
10. Plastic Man, Brainiac y un par de ladrones debaten sobre cómo debería llamarse Plastic Man.
11. Batman muestra a Ra's al Ghul cómo se pueden usar las propiedades restauradoras de  Lazarus Pit's en su contra.
12. En el DMV,  Cyborg's confundido cuando su nombre suena como el de otra persona.
13. Superman le hace creer a Batman que no necesita poderes para  traer de vuelta a sus seres queridos.
14. Psimon puede tener vastos poderes mentales, pero tiene un defecto de diseño importante que se muestra durante un paseo en bicicleta.
15. Después de hacer ejercicio y ducharse,  Batman se ve obligado a salir a la calle desnudo durante un simulacro de incendio.  Cuando regresa, encuentra que Superman lo reemplazó con el conserje.
16. Batman y Superman se ven obligados a hacer terapia con Doctor Fate.
17. Aquaman intenta usar sus poderes para obtener una barra de chocolate de una máquina expendedora.
18. El pingüino se distrae con las piernas suaves de Robin durante una pelea.
19. Alimentado con las burlas de Superman, Batman usa la cinta de correr cósmica de Flash para presentar a la Liga a un Superman Tierra-B más agradable.  Superman toma represalias usando la caminadora para traer  Batman de Adam West.  El abuso de Batman y Superman de la cinta de correr lleva a convocar a un malvado Superman compuesto que pone en peligro el multiverso mientras hace que múltiples versiones de personajes de DC comiencen a aparecer en todas partes.  Batman y Superman deben dejar de lado sus diferencias para detener esta nueva amenaza.
20. Lex Luthor comienza una nueva banda de chicos con sus homólogos alternativos llamados " Sexx II Men", la secuela de "Sexx Luthor".
21. En una escena posterior al crédito, Burt Ward usa el Lazarus Pit para revivir los días de gloria con Adam West, solo a costa de la ropa de Robin.

## Reparto de Voces
- Seth Green como Batman, Robin, Aquaman, Doctor Fate, The Penguin, El Espantapájaros, Varios
- Jonathan Banks como Composite Superman
- Dee Bradley Baker como Ra's al Ghul
- Alex Borstein como Wonder Woman
- Hugh Davidson como Martian Manhunter
- Nathan Fillion como Green Lantern
- Shooter Jennings como Mister Banjo
- Breckin Meyer como Superman, Plastic Man
- Alfred Molina como Lex Luthor
- Paul Reubens como The Riddler
- Giovanni Ribisi como The Joker, Two-Face
- Matthew Senreich como The Flash, Brainiac
- Kevin Shinick como Narrador
- Burt Ward como Himself
- Zeb Wells como Green Arrow, Swamp Thing
- Adam West como 60's Batman, Bank Robber
- Mae Whitman como Power Girl
- "Weird Al" Yankovic como Rubberduck

## Trivialidades
- El título del especial es una parodia a la serie My Little Pony: Magical Friendship.

- Datos: Q22350816